# Skattestoppet
Det danske skattestop blev indført af Regeringen Anders Fogh Rasmussen I med regeringsgrundlaget for VK-regeringen af november 2001 og var et centralt - og kontroversielt - element i den økonomiske politik i det følgende årti. Skattestoppet indebar som udgangspunkt, at ingen skat eller afgift kunne hæves. 
Skattestoppet var ifølge mange meningsmålinger populært i vælgerkorpset, men blev bl.a. kritiseret af en række fagøkonomer for at fastlåse og forstærke uhensigtsmæssigheder i skattesystemet. Kritikken gjaldt ikke mindst skattestoppets såkaldte nominalprincip, der indebar, at nogle skatter (først og fremmest de fleste punktafgifter samt ejendomsværdiskatten) blev fastholdt i nominelle tal og dermed reelt blev udhulet i takt med inflationen.
Efter skattereformen i 2009 mistede skattestoppet meget af sin betydning, men er dog stadig delvis i kraft i form af nominalprincippet for ejerboliger, som med aftalen om skattereformen 2012 blev forlænget til foreløbig 2020.

## Afgrænsning af skattestoppet
Skattestoppet blev nævnt i VK-regeringens regeringsgrundlag i november 2001. Der opstod imidlertid hurtigt behov for en nærmere præcisering af, hvordan skattestoppet skulle udlægges i forskellige situationer, hvorfor regeringen i april 2002 offentliggjorde et uddybende notat, der blev det centrale dokument for fortolkningen af skattestoppet. Det indledtes med følgende fem grundprincipper og fortsatte med en uddybning af deres nærmere forståelse:
- Ingen skat eller afgift må sættes op.
- Opkræves skatten eller afgiften med en procentsats, f.eks. momsen, bliver procenten ikke sat op.
- Opkræves skatten eller afgiften med et kronebeløb pr. enhed, f.eks. benzin- og dieselafgiften, sættes kronebeløbet ikke op.
- Hvis der er tvingende grunde til at indføre eller forhøje en skat eller afgift, vil dette ske således, at merprovenuet ubeskåret anvendes til at sænke en anden skat eller afgift. Samme princip vil blive anvendt, hvis det af miljømæssige grunde er ønskeligt at indføre eller forhøje en miljøafgift. Såfremt Danmark bliver nødt til at sænke en skat eller afgift som følge af EU-beslutninger eller internationale aftaler, kan mindreprovenuet kompenseres gennem forhøjelser af andre skatter eller afgifter. Det forudsættes, at en sådan omlægning er provenuneutral.
- Der lægges et loft over det kronebeløb, som boligejeren betaler i ejendomsværdiskat. Værdistigninger på fast ejendom vil derfor ikke udløse yderligere ejendomsværdiskat.

## Historie
I de første år var skattestoppet populært blandt vælgerne, og der var bred enighed blandt kommentatorer om, at det var en politisk og kommunikationsmæssig succes. Efter nederlaget ved folketingsvalget 2005 tilsluttede også socialdemokraterne sig i 2006 tanken om skattestoppet, hvorefter det i nogle år fungerede som et knæsat princip med opbakning fra langt den største del af Folketinget. Efter at valget i 2007 var overstået, annoncerede statsminister Anders Fogh Rasmussen imidlertid planer om en skattereform, som han ellers havde talt udtalt sig imod før valget, fordi det ville bryde med regeringens skattestop. Fogh argumenterede nu omvendt for, at skattestoppets tankegang ville blive overholdt på trods af skattereformen, idet skattestoppet ville gælde både før og efter skattereformen, der blot ville åbne "et lille vindue", hvor det ikke var i kraft. Det blev hurtigt kendt, at embedsmænd omdøbte Foghs vindue til "Det thailandske vindue i analogi med "manden, der tager til Thailand med en besked til konen om, at han er tro mod hende, når han tager af sted, og tro når han kommer hjem. Hvad der foregår derimellem, taler vi ikke om."
I 2009 indgik regeringen den endelige aftale om en skattereform, der sænkede en række skatter og hævede andre. Efter denne omlægning af skatterne fik skattestoppet aldrig længere den samme fremtrædende plads. Man talte om, at skattestoppet havde mistet sin magi. I marts 2010 viste to meningsmålinger ud af tre for første gang et flertal i befolkningen for at ophæve skattestoppet. Samtidig meldte den socialdemokratiske partileder Helle Thorning-Schmidt ud, at hun ønskede et opgør med skattestoppet.
Med vedtagelsen af den såkaldte genopretningspakke i 2010, der indebar skattestigninger på godt 4 mia. kr., opfattedes skattestoppet af mange som endegyldigt afgået ved døden, og efter valget i 2011, hvor Regeringen Thorning-Schmidt I kom til magten, var skattestoppet ikke længere en del af den økonomiske politik. Som led i aftalen om skattereformen 2012, som S-R-SF-regeringen indgik sammen med Venstre og de konservative, blev det aftalt, at de fleste punktafgifter, der stadig var omfattet af nominalprincippet, skulle indekseres svarende til ca. 1,8 % om året, dvs. nogenlunde i takt med den forventede inflation, indtil 2020. Dermed var i det væsentlige kun ejendomsværdiskattens fortsatte binding af nominalprincippet tilbage af det oprindelige skattestop.

## Begrundelse for skattestoppet
Begrundelsen for indførelsen af skattestoppet var først og fremmest en politisk prioritering af skattebetalingernes og de offentlige ydelsers størrelse, idet regeringen ønskede et fald heri på længere sigt. En supplerende begrundelse, der især blev fremført i skattestoppets første år, var, at et absolut stop for skattestigninger kunne virke disciplinerende på de offentlige udgiftsstigninger, der havde udvist en tendens til jævnligt at overskride de planlagte og vedtagne budgetter. Imidlertid fortsatte ikke mindst det offentlige forbrug i kommunerne med at stige mere end forudset i en årrække efter skattestoppets indførelse. Udfordringen med at kontrollere, at udgiftsstigningerne ikke bliver større end planlagt, er derfor fra 2012 i stedet forsøgt løst ved vedtagelsen af en budgetlov, der direkte skal sikre overholdelsen af budgetgrænserne.

## Kritik af skattestoppet
Skattestoppet har løbende været udsat for kritik, dels af politisk og dels af økonomisk karakter. Fra politisk side, og naturligt ikke mindst fra oppositionspartierne, har man angrebet den prioritering mellem skatter og offentlige velfærdsydelser, der er indeholdt i skattestoppet, og argumenteret for, at skattestoppet inklusive den reelle udhuling af skatteindtægterne, som det indebærer i kraft af nominalprincippet, ville medføre offentlige nedskæringer, og at de offentlige velfærdsydelser var vigtigere end et absolut stop for skattestigninger.
Fra fagøkonomisk side har skattestoppet generelt været kritiseret for at fastlåse skattesystemet på en uhensigtsmæssig måde. Samtidig er især nominalprincippet og dets udhuling af indtægterne fra punktafgifter og ejendomsværdiskat blevet kritiseret for at forøge forvridningerne på ejerboligmarkedet og for at underminere de offentlige finansers langsigtede holdbarhed på grund af det fald i skatteindtægterne, det medfører på længere sigt. I foråret 2014 udregnede de økonomiske vismænd således, at en fastholdelse af skattestoppets nominalprincip i årene efter 2020 i sig selv vil medføre en permanent forringelse af den offentlige saldo svarende til 0,7 % af BNP eller ca. 14 mia. kr. hvert år i al fremtid. Hertil skal lægges den betydelige forringelse af de offentlige finanser, som skattestoppets nominalprincip medfører i perioden 2001-20 ved at reducere de berørte skattesatsers reelle niveau.
De økonomiske vismænd har gentagne gange siden indførelsen af skattestoppet kritiseret skattestoppet og dets konsekvenser. Vismændene har bl.a. peget på globaliseringen, der kan gøre det nødvendigt at sætte visse skatter ned, men pga. skattestoppet kan andre skatter ikke sættes op, så provenutabet dækkes. Ligeledes har de påpeget, at skatteændringer traditionelt er blevet anvendt til at stabilisere den økonomiske politik. Et økonomisk opsving kan således give behov for en finanspolitisk stramning, som skattestoppet forhindrer realiseret med skattestigninger. Daværende overvismand Peter Birch Sørensen sagde i 2009, at skattestoppet, der fastfrøs ejendomsværdiskatten – ikke bare i procent, men i kroner og øre – var en del af forklaringen på, at det danske ejendomsmarked gik langt mere amok end i andre lande.  De fleste store stigninger fandt sted i og omkring de store byer, hvor priserne i forvejen ofte lå over progressionsgrænsen, og hvor folk skulle have betalt tre procent af prisstigningen. En værdistigning på to millioner kroner ville have udløst en ekstra skatteregning på 60.000 kroner om året på grund af ekstraskatten på tre procent af den del af ejendomsværdien, der ligger over tre millioner kroner. Priserne ville aldrig være steget så meget uden skattestoppet, sagde Peter Birch Sørensen. Og nedturen i økonomien som helhed ville heller ikke være blevet så kraftig. Vismændene foreslog derfor, at regeringen ophæver fastfrysningen af ejendomsskatten – men regulerer den nedad, så folk ikke skal betale mere, end de gør i dag. Dermed vil skatten atter fungere som en bremse på huspriserne, når næste opsving kommer.
Også Nationalbanken, OECD, Den Internationale Valutafond (IMF), EU-Kommissionen og den af VK-regeringen nedsatte Velfærdskommission har ved forskellige lejligheder opfordret til at ophæve skattestoppet.

## Overtrædelser af skattestoppet
Igennem hele det officielle skattestops levetid var der jævnligt diskussioner om, hvorvidt det blev overholdt af regeringen. Dagbladet BT opgjorde i en artikel 2. september 2011, at VK-regeringen angiveligt havde overtrådt skattestoppet i alt 285 gange siden 2001 - heraf var de 114 i forbindelse med 2009-skattereformen. Opgørelsen byggede på regeringens optælling som svar på et spørgsmål i skatteudvalget.